# Arden (Nevada)
Arden es un área no incorporada localizada en el condado de Clark, Nevada, Estados Unidos; su código ZIP es 89118.
Localizada 11 km al suroeste de Las Vegas, esta área ha experimentado un gran incremento en cuanto terrenos destinados a viviendas y urbanización antiguamente propiedad del Bureau of Land Management.
Enterprise es otra área no incorporada cercana a Arden, la cual incluye la comunidad planeada de Mountain's Edge.

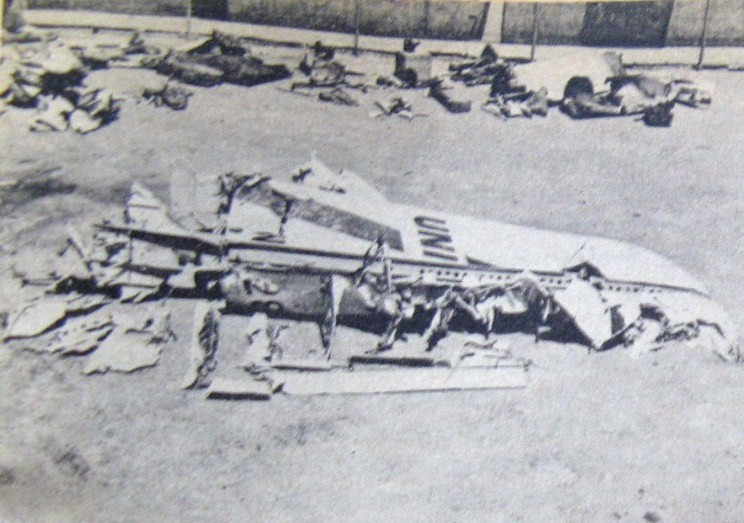
F-100 después de su colisión con el vuelo 736

En 1942, el vuelo comercial TWA 3 llevaba 22 pasajeros, entre ellos a la estrella de cine Carole Lombard, se estrella en una montaña cercana al área; trabajadores ubicados cerca de la mina Blue Diamond fueron testigos del hecho y guiaron a los equipos de ayuda en busca del avión, no hubo ningún sobreviviente. En 1958 el vuelo 736 de United Airlines, un Douglas DC-7 comercial, colisiona con un avión de caza F-100 de la USAF; los 49 a bordo del vuelo comercial más los 2 pilotos en el F-100 fallecieron.
En 1964, otro vuelo comercial, vuelo 114 de Bonanza Air Lines, se estrelló en un terreno irregular sobre Arden, muriendo los 29 pasajeros con la tripulación.